# Fernmeldeturm Schnittlingen

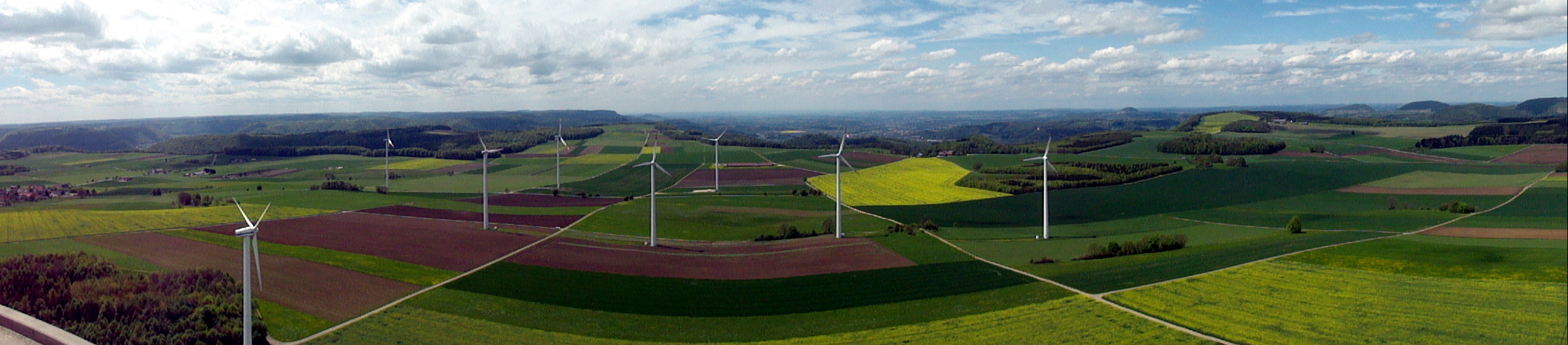
Panorama vom Sendeturm

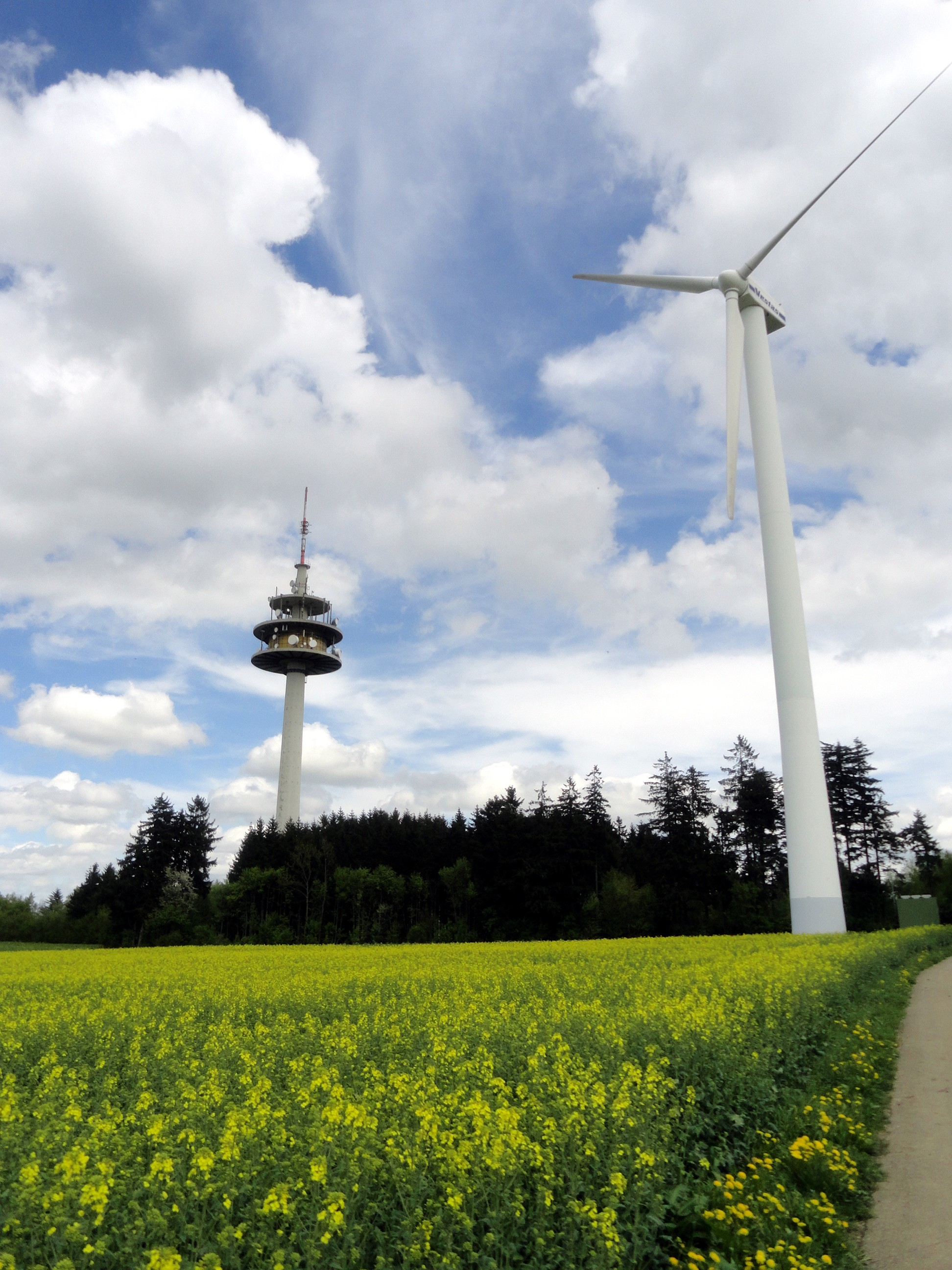
Sendeturm mit Vestas Windkraftanlage

Der Fernmeldeturm Schnittlingen (Funkübertragungsstelle Lauterstein 1) ist ein 128 Meter hoher Sendeturm der Deutschen Telekom AG auf der Gemarkung Schnittlingen der Gemeinde Böhmenkirch bei Geislingen an der Steige im Landkreis Göppingen in Baden-Württemberg. Er befindet sich zwischen den Ortschaften Stötten und Schnittlingen in einer Höhenlage von 734 m ü. NN am Nordrand der Schwäbischen Alb.
Der Typenturm aus Stahlbeton wurde von 1981 bis 1982 nach Plänen der Architekten Erwin Heinle und Robert Wischer in 16-monatiger Bauzeit errichtet. Er besitzt ein Betriebsgeschoss sowie drei Plattformen in 75, 83 und 91 Meter Höhe.
Neben dem Richtfunk und dem Mobilfunk dient der Standort auch der Ausstrahlung des Hörfunkprogramms „bigFM“. Die im Turm untergebrachte Kabelkopfstelle wurde 2005 stillgelegt. 
Zudem ist die Amateurfunkbake mit dem Rufzeichen DB0SHF im Turm untergebracht.
Bereits 1937 wurde an dieser Stelle eine militärische Kurzwellenstation errichtet, die 1945 von der amerikanischen Besatzungsmacht beschlagnahmt wurde und zwei Jahre später an die Deutsche Post (ab 1950 Deutsche Bundespost) überging. Der heutige Fernmeldeturm ersetzte einen 51 Meter hohen Stahlbetonturm aus dem Jahr 1957, der sich 45 Meter weiter nordwestlich befand und 1989 abgerissen wurde. Die Höhe des Mastschaftes beträgt 105 Meter.
Nördlich des Turms befindet sich eine Windkraftanlage des Typs Vestas V90, die den Turm mit 150 Meter Gesamthöhe überragt.

## Frequenzen und Programme
Vom Fernmeldeturm Schnittlingen werden derzeit folgende Programme abgestrahlt:

### Analoges Radio (UKW)
Beim Antennendiagramm sind im Falle gerichteter Strahlung die Hauptstrahlrichtungen in Grad angegeben.
| Frequenz (MHz) | Programm | RDS-PS   | RDS-PI                | Regionalisierung  | ERP (kW) | Antennendiagramm rund (ND)/gerichtet (D) | Polarisation horizontal (H)/vertikal (V) |
| -------------- | -------- | -------- | --------------------- | ----------------- | -------- | ---------------------------------------- | ---------------------------------------- |
| 100,3          | bigFM    | _bigFM__ | D8A9 (regional), D3A9 | Baden-Württemberg | 5        | ND                                       | H                                        |